# Aure soavi e liete
Aure soavi e liete (HWV 84) és un cantada profana dramàtica barroca composta per Georg Friedrich Händel el 1707 mentre era al servei de la família Ruspoli com a mestre de capella a Roma. L'autor del text és desconegut. Altres catàlegs de la música de Händel la tenen referenciada com a HG l,12 (no hi ha, en canvi, una catalogació HHA). La cantata, en mi bemoll major, està escrita per a soprano sola i baix continu i està estructurada en quatre moviments. La duració de l'execució és d'uns vuit minuts.

## Història
Händel compon Aure soavi e liete mentre estava a casa de Francesco Maria Marescotti Ruspoli durant la seva estada a Itàlia. La factura del copista a Ruspoli per la composició està datada el 16 de maig de 1707. En canvi, Burrows fa la hipòtesi que la primera execució podria haver estat en el març del mateix any prop del Palau Ruspoli a Cerveteri. Segons John Mainwaring Handel havia viatjat a Itàlia el 1706 a partir d'una invitació de Ferran de Mèdici. Altres fonts afirmen que Händel hauria estat convidat per Gian Gastone de Mèdici, que Händel havia conegut el 1703–1704 a Hamburg. Els Mèdici desitjaven convertir Florència la capital italiana de la música, i per això cercaven de incorporar els talents més importants del moment. El 1707 Händel va arribar a Roma on, per dos anys, va ser hoste de Ruspoli, que el va nomenar el seu mestre de capella (Kapellmeister). Durant aquest període Händel va compondre també l'antífona Salve Regina (HWV 241), que va ser estrenada al castell Ruspoli de Vignanello i la cantata secular Diana Cacciatrice (HWV 79), que va ser estrenada al palau Ruspoli de Cerveteri. Els seus oratoris del 1707, La resurrezione (HWV 47) i The Triumph of Time and Truth (El triomfo del temps i del disinganno) (HWV 46a), ambdós dedicats a Francesco Maria Marescotti Ruspoli, foren representats a Roma en els palaus de les famílies Ruspoli i Ottoboni. Händel es va quedar a Itàlia fins al 1710 i Antonio Caldara el succeí el 1709 com a mestre de capella de la família Ruspoli.

## Estructura
L'obra està escrita per a soprano sola i clavicèmbal (amb indicacions disperses del baix figurat). La cantata conté dos aparellaments de recitatiu i ària.

## Moviments
L'obra està composta de quatre moviments:
| Moviment | Tipus     | Tonalitat       | Metro | Tempo  | Compàs | Text |
| -------- | --------- | --------------- | ----- | ------ | ------ | --- |
| 1        | Recitatiu |                 | 4/4   |        | 17     | Aure soavi e liete, ombre notturne e chete, voi dall'estivo ardore, dolci ne difendete. Ma non trova il mio core, nel suo cocente ognor loco amoroso, chi lo difenda o chi gli dia riposo. onde fra voi solingo di parlar a colei che pur non m'ode, aure soavi, ombre notturene io fingo. |
| 2        | Ària      | mi bemoll major | 4/4   | Adagio | 21     | Care luci, che l'alba rendete quand'a me cosi belle apparite voi nel cor mille fiamme accendete, ma pietà dell'ardor non sentite. |
| 3        | Recitatiu |                 | 4/4   |        | 8      | Pietà, Clori, pietà! se quel che pietà sia dentro al tuo cor si sà, deh! fa che l'alma mia veda e conosca a prova che la pietà nel tuo bel cor si trova. |
| 4        | Ària      | sol menor       | 3/8   |        | 34     | Un'aura flebile, un'ombra mobile sperar mi fà, che Clori amabile nell'alma nobile senta pietà. |

Els moviments no contenen signes de repetició. El nombre dels compassos és el nombre indicat sobre el manuscrit. Les dades són estretes del volum 50 de l'edició Händel-Gesellschaft.